# Palais Waldstein

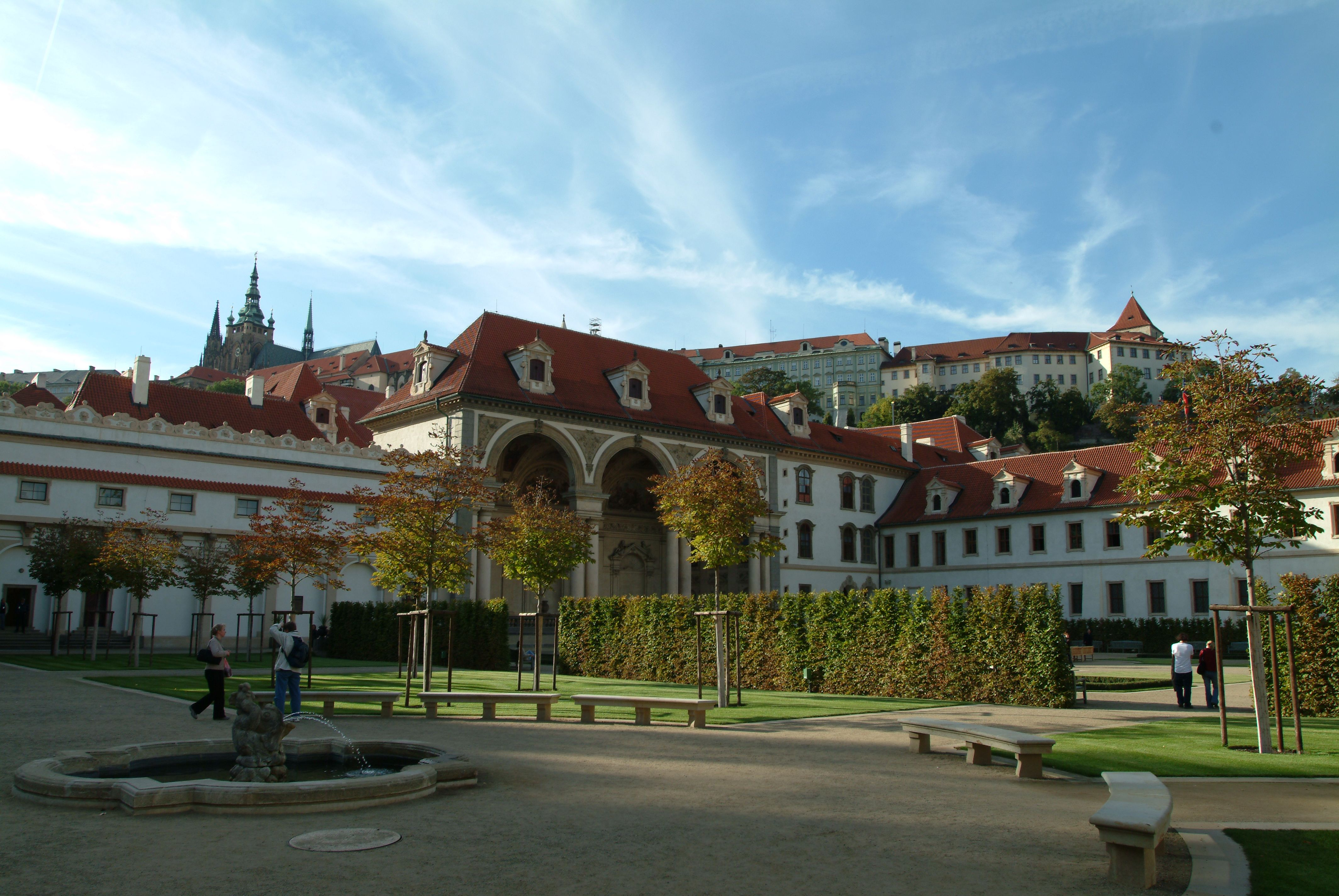
Palais Waldstein mit der Prager Burg im Hintergrund

Das Palais Waldstein oder Wallensteinpalais (tschechisch Valdštejnský palác) ist das größte Palais in Prag. Es befindet sich auf der Prager Kleinseite und ist Sitz des Senats des Parlaments der Tschechischen Republik.

## Geschichte

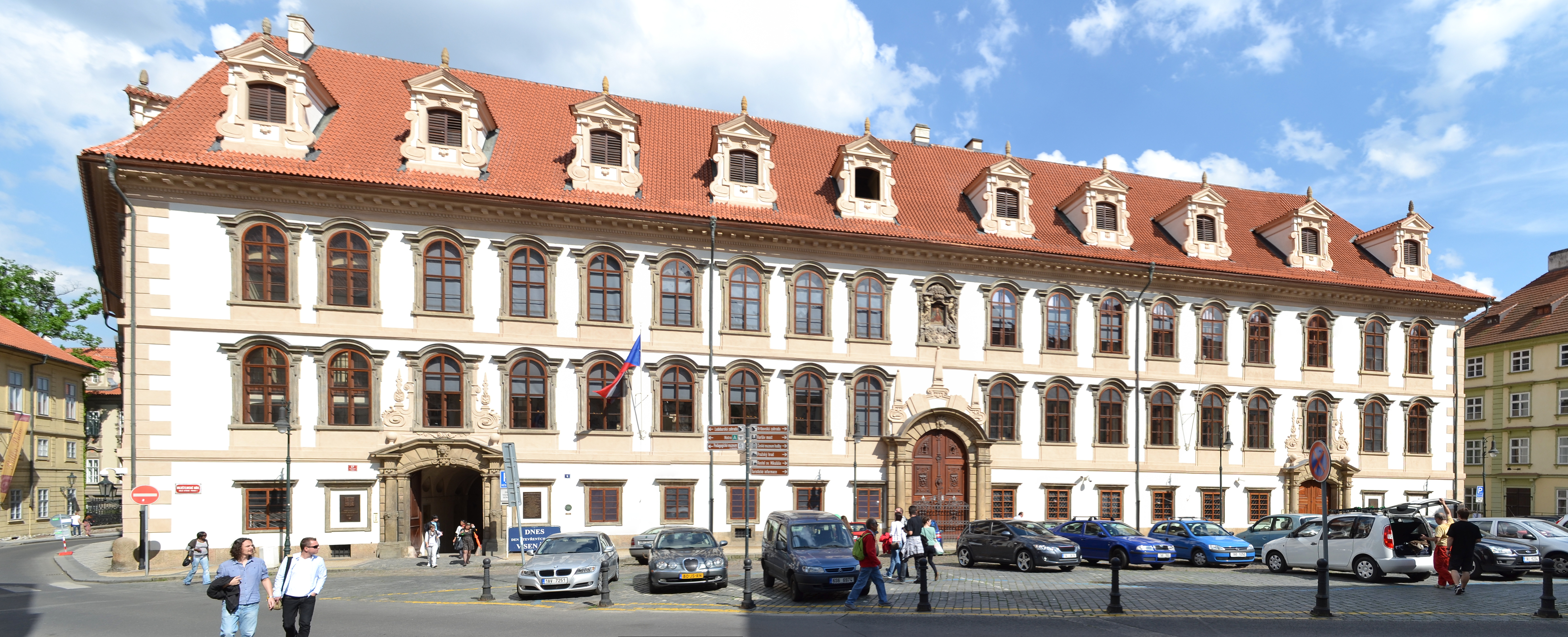
Hauptfassade

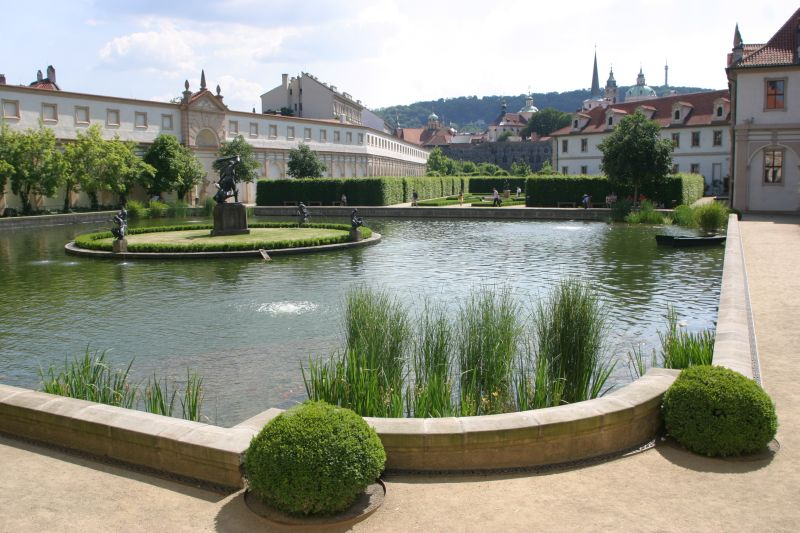
Blick von der Reithalle

Der Palast wurde in den Jahren 1623 bis 1630 im Auftrag von Albrecht Wenzel Eusebius von Waldstein, besser bekannt als Wallenstein, errichtet, dem Herzog von Friedland, weshalb es damals Friedländer Haus genannt wurde. Es ist im Stil des frühen böhmischen Barocks erbaut, besitzt allerdings auch noch manieristische Züge. Ausgeführt wurde der Bau vom Architekten Giovanni Pieroni, einem Schüler Galileo Galileis, unter Mitwirkung des Steinmetzen Zacharias Bussi aus Campione d’Italia. Die Entwürfe stammen von Andrea Spezza.
Der Palast hat, insbesondere durch seine Nebentrakte und die durch sie umschlossene Gartenanlage, eine weite Ausdehnung, wofür Wallenstein 25 Häuser mit Gärten aufkaufte und abreißen ließ. Jedoch war er nicht als architektonische Herausforderung der Prager Burg angelegt, zu deren Füßen er liegt, wie das ihr gegenüberliegende spätere Palais Czernin.

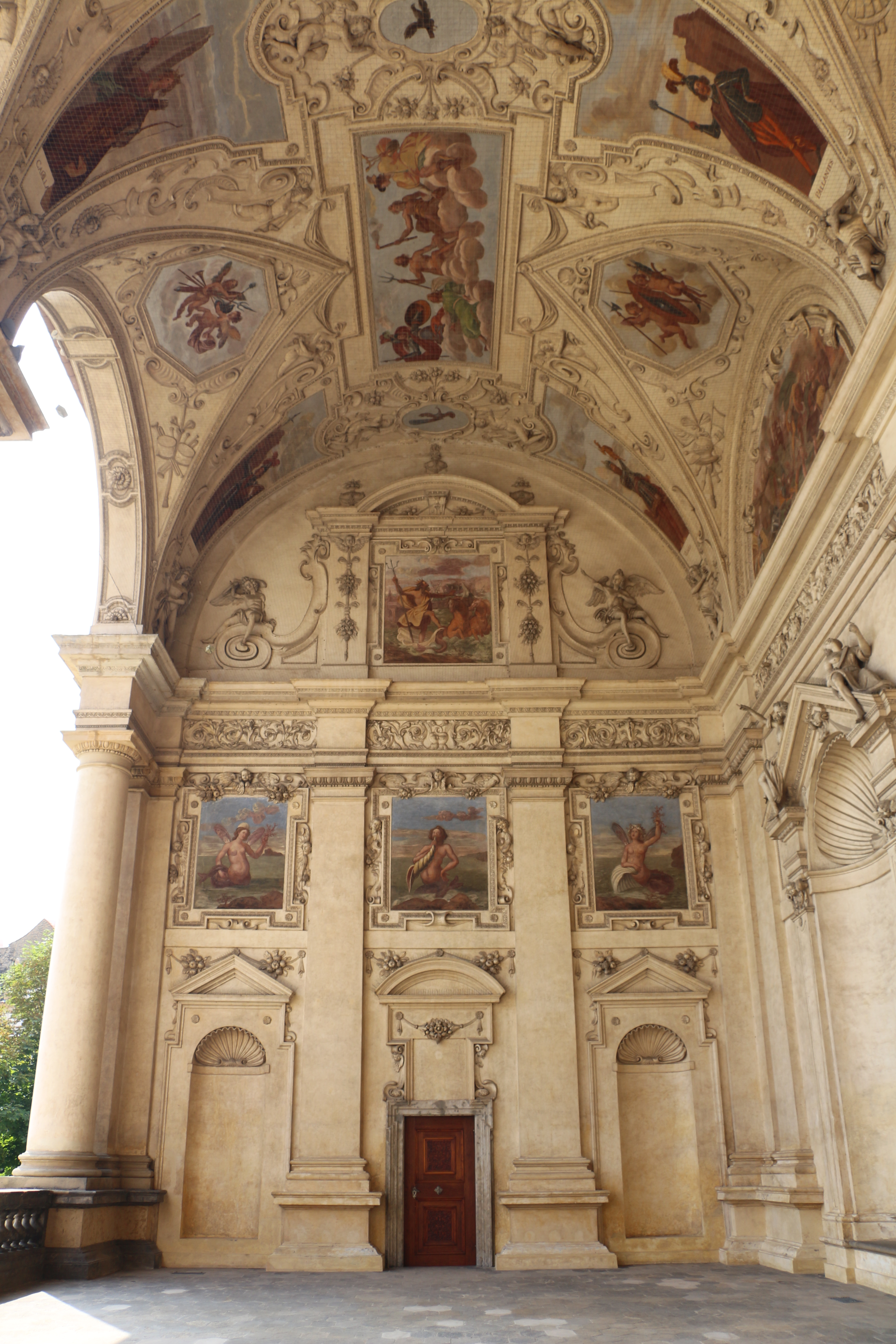
Ausgestaltung der Loggia

Die Loggia des Palais wurde nach Vorbildern ligurischer Architektur gestaltet und weist Ähnlichkeiten mit der Loggia des Domes von Livorno von Alessandro Pieroni auf. Die Innenräume der Loggia sind mit reichen Stuckdekorationen von Baccio del Bianco geschmückt. Die Wandgemälde zeigen unter anderem Motive aus der Äneis und olympische Götter, bei denen Neptun und Mars hervorgehoben werden und sind von Kartuschen aus Stuck umrahmt, die neben Festons und Rollwerk auch mit Kriegstrophäen verziert sind. Sie verherrlichen – ähnlich wie im Festsaal des Palais – Wallenstein als Feldherrn, indem sie an dessen kriegerische Erfolge erinnern. Außerdem verdeutlichen sie auch dessen Bestrebungen, im Norden eine große Seemacht zu schaffen. Im Jahr 1853 wurden die Gemälde übermalt und 1954 wieder restauriert.
Nach der Ermordung Wallensteins 1634 wurde der Palast konfisziert, aber später von seinem Vetter Maximilian wieder erworben. Das Palais blieb im Besitz der Familie Waldstein bis 1945 und wurde danach erneut enteignet. Seit 1992 hat der Senat des Parlaments der Tschechischen Republik hier seinen Sitz.

## Gartenanlage

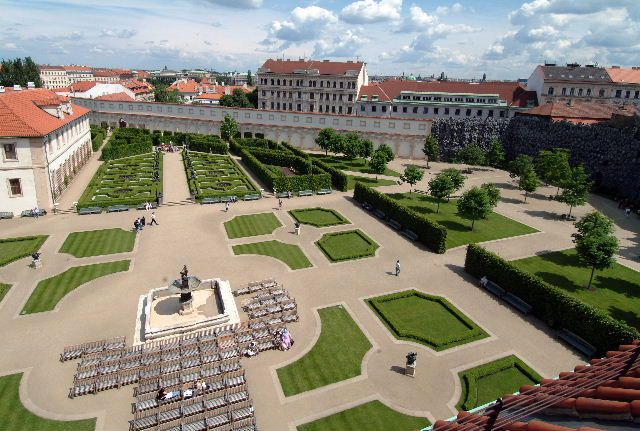
Panoramablick auf den Garten

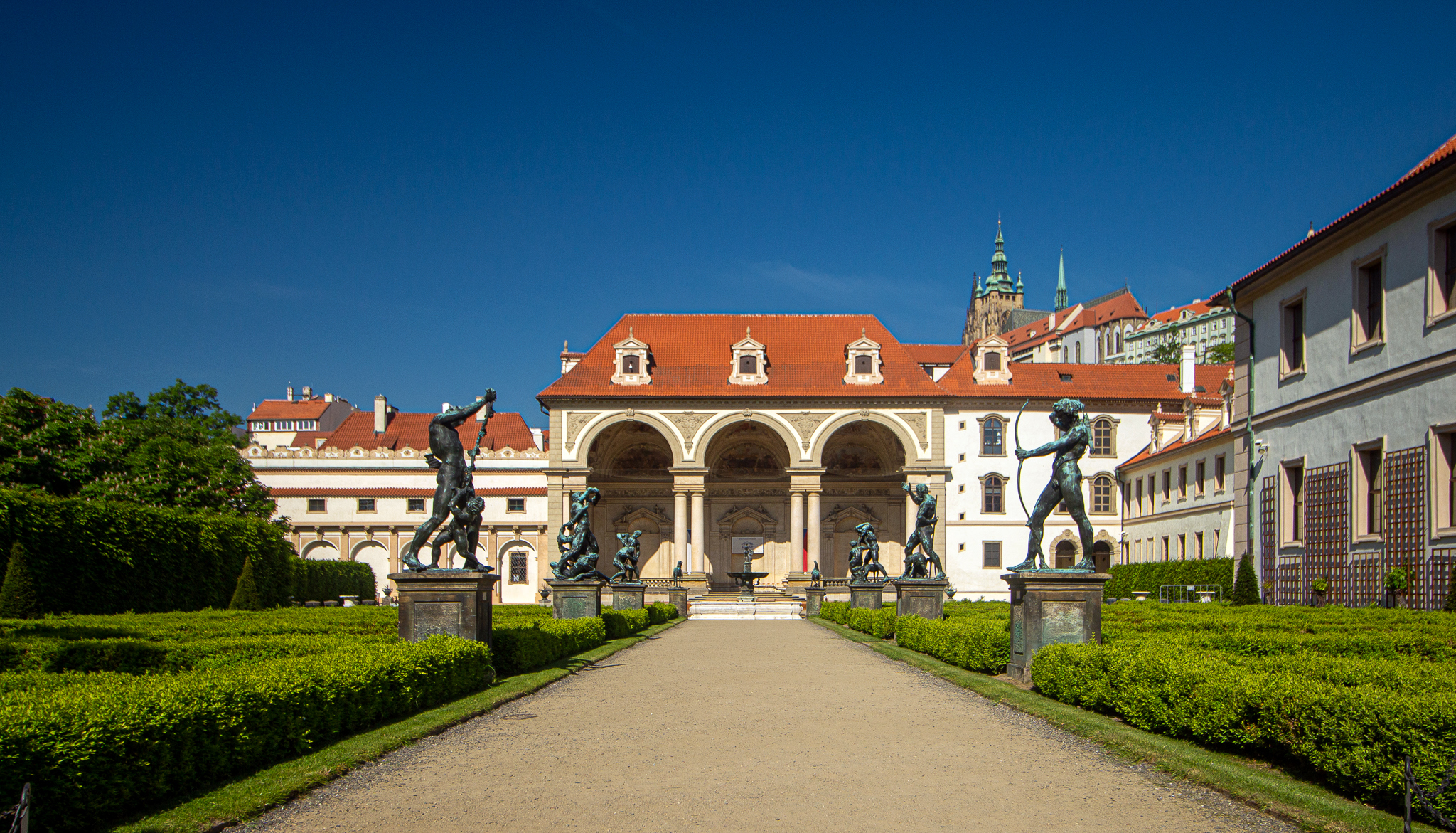
Loggia mit Bronzefiguren von Adriaen de Vries

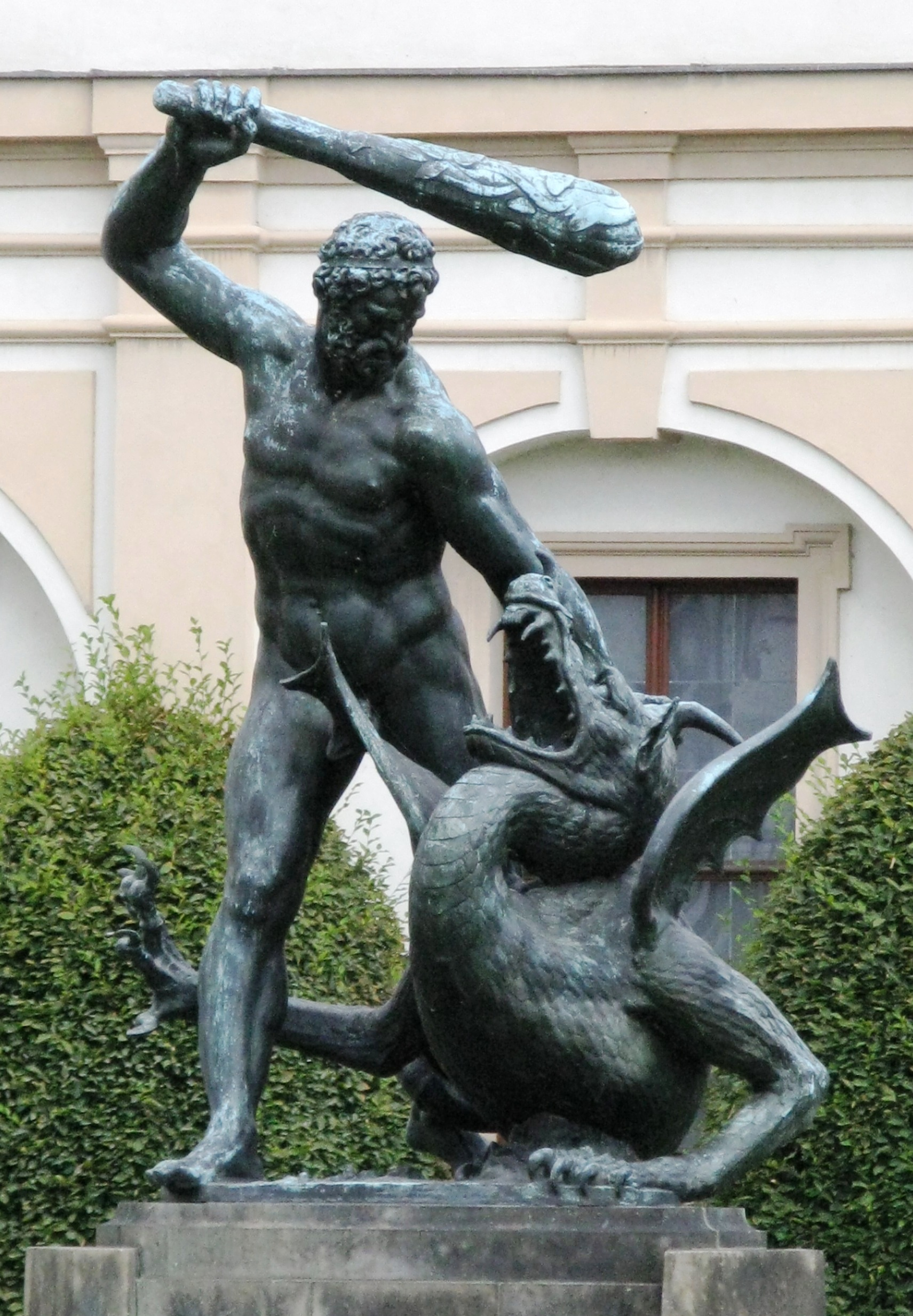
Herkules von Adriaen de Vries (Abguss)

Zum Palast gehören auch weitläufige Gartenanlagen. Der Garten direkt vor der Loggia, der Giardinetto, wurde 1626/27 mit einem Neptun-Brunnen mit Bronzefiguren des aus den Niederlanden stammenden Bildhauers Adriaen de Vries ausgestattet, wobei einige der Figuren nach dem Tod des Künstlers im Jahr 1626 durch dessen Werkstattgehilfen fertiggestellt wurden. Der Brunnen wurde jedoch durch einen ursprünglich für das Palais Lobkowitz geschaffenen Brunnen mit einer Venus-Statue des Nürnberger Bronzegießers Benedikt Wurzelbauer von 1599 ersetzt. Die Figuren Adriaen de Vries’ fanden eine Aufstellung im Garten und waren damit zu jener Zeit das einzige Beispiel einer antikisierenden Statuenaufstellung im Freien in tschechischen Landen.
Die Venusfigur, wie auch sämtliche Figuren de Vries’ wurden im Jahr 1648 gegen Ende des Dreißigjährigen Krieges bei der Plünderung Prags durch schwedische Truppen als Kriegsbeute nach Stockholm verbracht und befinden sich heute im Garten des königlichen Schlosses Drottningholm. Die Venus konnte zwar 1889 zurückgewonnen werden, befindet sich aber seitdem in der Prager Burggalerie.
Im Garten des Waldsteinpalais sind Abgüsse der originalen Skulpturen aufgestellt. Zudem befindet sich im Garten die Wallenstein-Reithalle (Valdštejnská jízdárna), die von der Prager Nationalgalerie für Ausstellungen genutzt wird. 2016/17 fand in der Reithalle die Bayerisch-tschechische Landesausstellung statt.